# Nathanaël Mbuku
Nathanaël Mbuku (Villeneuve-Saint-Georges, Isla de Francia, 16 de marzo de 2002) es un futbolista congoleño que juega de delantero en el Montpellier H. S. C. de la Ligue 2.

## Trayectoria
Mbuku comenzó su carrera deportiva en el Stade de Reims, con el que debutó, el 10 de agosto de 2019, en la victoria de su equipo por 2-0 frente al Olympique de Marsella. Desde ese día disputó 84 partidos, en los que consiguió seis goles, antes de ser traspasado al F. C. Augsburgo el 30 de enero de 2023. Un año después regresó a Francia para jugar cedido en el A. S. Saint-Étienne lo que restaba de temporada. Con este equipo logró un ascenso a la Ligue 1 y en septiembre se marchó al G. N. K. Dinamo Zagreb. Acumuló una tercera cesión la siguiente campaña con el Montpellier H. S. C.

## Selección nacional
Mbuku fue internacional sub-16, sub-17 y sub-18 con la selección de fútbol de Francia.
Con la sub-17 disputó la Copa Mundial de Fútbol Sub-17 de 2019, donde su selección quedó tercera, logrando, Mbuku, ser el segundo máximo goleador del cértamen.

## Clubes
| Club                            | País     | Año       |
| ------------------------------- | -------- | --------- |
| Stade de Reims II               | Francia  | 2018-2019 |
| Stade de Reims                  | Francia  | 2019-2023 |
| F. C. Augsburgo                 | Alemania | 2023-     |
| A. S. Saint-Étienne (cedido)    | Francia  | 2024      |
| G. N. K. Dinamo Zagreb (cedido) | Croacia  | 2024-2025 |
| Montpellier H. S. C. (cedido)   | Francia  | 2025-     |